# Giles Milton
Giles Milton (Buckinghamshire, 15 gennaio 1966) è uno scrittore e giornalista britannico, storico, collabora con numerose riviste e giornali inglesi e stranieri. É noto soprattutto per i suoi saggi storici, tradotti in molte lingue.

## Biografia
Nato nella contea del Buckinghamshire, Milton ha frequentato l'Università di Bristol. 
Nel 1999 ha pubblicato The Nutmeg War, un resoconto epico sulla guerra per la noce moscata - diventato anche un documentario trasmesso dalla BBC1 - che racconta la lotta tra Inglesi e Olandesi per il controllo della via delle spezie nel XVII secolo. Seguono altre tre narrazioni storiche: The Adventurers of the Queen, dedicato alla prima colonizzazione inglese nella nuova colonia della Virginia; Samurai William, sul navigatore William Adams nell'Estremo Oriente; White Gold tratta del commercio degli schiavi europei bianchi nei secoli XVII e XVIII. 
Per la rievocazione dell'epoca storica nei suoi libri Milton si basa sia su fonti inedite - diari, diari di viaggio e corrispondenza - che su archivi ufficiali, in particolare quelli della Compagnia delle Indie Orientali, oggi conservati alla British Library, o sulle antologie di viaggio compilate nel XVI secolo da Richard Hakluyt e Samuel Purchas.
Paradise Lost: Smyrna 1922 racconta la tragedia dell'occupazione e distruzione della città dell'Asia Minore, al termine della Guerra greco-turca (1919-1922).
Dal 2015, è membro della direzione della London Library. Vive tra Londra e la sua residenza in Borgogna. È sposato con l'illustratrice Alexandra Milton, con la quale ha tre figlie.

## Opere

### Saggi
- The Riddle and the Knight: In Search of Sir John Mandeville, 1996, ISBN 978-03-408-1945-6.
- L'isola della noce moscata. La corsa alle spezie di esploratori, mercanti, pirati che ha deciso la storia del mondo (Nathaniel's Nutmeg: How One Man's Courage Changed the Course of History, 1999), traduzione di Sergio Mancini, Collana Nautilus, Roma, Nutrimenti, 2024, ISBN 979-12-554-8077-8. [Collana Saggi stranieri, Milano, Rizzoli, 10 novembre 1999, ISBN 978-88-178-6215-8; Collana La Scala. Saggi, Milano, BUR, 2001, ISBN 978-88-171-2537-6]
- La colonia perduta. Un'epica storia di avventure per mare, conquiste e mistero all'epoca della regina Elisabetta (Big Chief Elizabeth: The Adventures and Fate of the First English Colonists in America, 2000), traduzione di Sergio Mancini, Collana Saggi stranieri, Milano, Rizzoli, 2000, ISBN 978-88-178-6583-8.
- Il samurai che venne dall'Europa. L'avventura di un inglese nel Giappone del Seicento (Samurai William: The Englishman Who Opened Japan, 2002), traduzione di Roberta Zuppet, Collana Saggi stranieri, Milano, Rizzoli, 2003, ISBN 978-88-178-5029-2.
- White Gold: The Extraordinary Story of Thomas Pellow and North Africa's One Million European Slaves, Sceptre, 2005, ISBN 978-0-340-79469-2.
- Paradise Lost: Smyrna 1922, London, Sceptre, 2008, ISBN 978-0-340-83786-3
- Wolfram: The Boy Who Went To War, London, Sceptre, 2011, ISBN 978-0-340-83788-7.
- Russian Roulette: A Deadly Game: How British Spies Thwarted Lenin's Global Plot, London, Sceptre, 2013, ISBN 978-1-444-73702-8.
- Fascinating Footnotes from History, London, John Murray, 2015, ISBN 978-1473624993.
- When Hitler Took Cocaine and Lenin Lost His Brain, London, Picador, 2016, ISBN 978-1-250-07877-3.
- When Churchill Slaughtered Sheep and Stalin Robbed a Bank, London, Picador, 2016, ISBN 978-1-250-07875-9.
- Churchill's Ministry of Ungentlemanly Warfare, London, John Murray, 2016, ISBN 978-1-444-79895-1.
- D-Day: The Soldiers' Story, London, John Murray, 2019, ISBN 978-14-736-4904-0.
- Soldier, Sailor, Frogman, Spy, Airman, Gangster, Kill or Die: How the Allies Won on D-Day, New York, Henry Holt & Company, 2019, ISBN 978-1-250-13492-9; ed. paperback col titolo Soldier, Sailor, Frogman, Spy, 2021, ISBN 978-12-501-3493-6.
- Checkmate Berlin: The Cold War Showdown That Shaped the Modern World, New York, Henry Holt & Company, 2021, ISBN 978-12-502-4756-8.
- The Stalin Affair: The Impossible Alliance that Won the War, London, John Murray, 2024, ISBN 978-15-293-9851-9.

### Romanzi
- Delitti e formaggi (Edward Trencom's Nose: A Novel of History, Dark Intrigue, and Cheese, 2007), Milano, Ponte alle Grazie, 2008, ISBN 978-88-792-8936-8.
- According to Arnold: A Novel of Love and Mushrooms, 2009.
- The Perfect Corpse, 2014, ISBN 978-09-928-9722-2.

### Libri per bambini
- Call Me Gorgeous, illustrato da Alexandra Milton, 2009.
- Zebedee's Zoo, illustrato da Kathleen McEwen, 2009.
- Good Luck Baby Owls, illustrato da Alexandra Milton, 2012.
- Children of the Wild, 2013.